# مدير الفيفا (سلسلة ألعاب فيديو)
مدير الفيفا (بالإنجليزية: FIFA Manager)‏ (اختصار: FIFAM) هو الاسم الإنجليزي لسلسلة من ألعاب الفيديو لكرة القدم تنشر من قبل إلكترونيك آرتس. كانت تسمى لعب سابقا Total Club Manager(TCM) حتى جرى تغيير الاسم إلى مدير كرة القدم FIFAM وهي عبارة عن لعبة كرة القدم يكون بها الشخص مسئول عن النادي الذي تشتريه وتغيير اللاعبيين والتشكيلة الخاصة بفريقه.

## الألعاب

### مدير كرة القدم FIFA
FIFA Soccer Manager (أو ببساطة FSM) هي لعبة كمبيوتر لإدارة كرة القدم عام 1997 طورتها ونشرتها Electronic Arts بواسطة علامة EA Sports الخاصة بها، تضمنت FSM خمس بطولات يمكن لعبها (إنجلترا واسكتلندا وإيطاليا وألمانيا وفرنسا) وجميع مسابقات الاتحاد الأوروبي لكرة القدم، وضمت حوالي 7500 لاعب.

### مدير كرة القدم 99
هي أول لعبة جرى إصدارها في سلسلة FA Premier League Football Manager.

### مدير كرة القدم في الدوري الإنجليزي الممتاز 2000
The FA Premier League Football Manager 2000 هي لعبة إدارة رياضية لكرة القدم. وهي تكملة للإصدار السابق:FA Premier League Football Manager 99.

### مدير كرة القدم في الدوري الإنجليزي الممتاز 2001
The FA Premier League Football Manager 2001 هي لعبة إدارة رياضة كرة القدم. وهي تكملة ثانية للإصدار السابق: FA Premier League Football Manager 99.

### مدير كرة القدم في الدوري الإنجليزي الممتاز 2002
The FA Premier League Football Manager 2002 هي لعبة إدارة رياضية لكرة القدم. وهي التتمة الثالثة للإصدار السابق:FA Premier League Football Manager 99.

### Total Club Manager 2003
Total Club Manager 2003 هي لعبة كمبيوتر موجهة لكرة القدم في سلسلة FIFA Manager، وهي أول لعبة يجري إصدارها في سلسلة Total Club Manager. طورتها Electronic Arts.

يُظهر الغلاف بوبي روبسون، مع لوثار ماتيوس في غلاف النسخة الألمانية.

### Total Club Manager 2004
Total Club Manager 2004 هي لعبة كمبيوتر موجهة لكرة القدم في سلسلة FIFA Manager، وهي أول تكملة لـ Total Club Manager 2003. جرى تطويرها بواسطة Electronic Arts.

يظهر على الغلاف مارتن أونيل.

### Total Club Manager 2005
Total Club Manager 2005 هو التتمة الثانية لـ Total Club Manager 2003. طورتها إي أيه فانكوفر.
شهدت هذه اللعبة أيضًا الميزة الجديدة وهي إنشاء نادي، يمكن للاعبي اللعبة إنشاء نادي جديد ومحاولة إنجاحه.
يظهر على الغلاف جوزيه مورينيو في النسخة الإنجليزية، وفيليكس ماجاث في النسخة الألمانية.

كانت آخر لعبة في السلسلة يتم إطلاقها على وحدة التحكم؛ حيث كانت جميع الإدخالات اللاحقة تحت اسم FIFA Manager حصرية على الكمبيوتر الشخصي.

### مدير الفيفا 06
مدير الفيفا 7 هي لعبة عام 2007 من سلسلة كرة القدم من إلكترونك آرتس.
1. Diva International - «لا شيء تفعله»
2. Exitpilot - «دوائر الدوائر وBraincells»
3. Hard-Fi - "Cash Machine"
4. ماكوين - «نفاد الأشياء»
5. Midnight Juggernauts - "Fire Below"
6. المجسمات الصوتية - «داكوتا»
7. The Rakes - "Retreat"
8. الفاتيكان العاصمة - «معاد للمجتمع»
9. WhiteSilver - «باختصار»

### مدير الفيفا 07
مدير الفيفا 8
(بالإنجليزية: FIFA Manager 08)‏

تم إنشائها بواسطة Bright Future ونشرتها EA Sports. يقدم الموقع الرسمي لـ FIFA 08 عرضًا توضيحيًا لنظام Windows.

### تمديد وقت إضافيمدير 07 FIFA
يضيف توسيع الوقت الإضافي ميزات جديدة مثل شاشة التحدث المنقحة نصف الوقت، والملاعب ثلاثية الأبعاد الجديدة، وبيع أسماء الأجنحة، والمزيد من التحليل للمباريات.

### مدير الفيفا 08
تم تطوير FIFA Manager 11 بواسطة Bright Future ونشرتها EA Sports.

### مدير الفيفا 09
تم تطوير FIFA Manager 09 بواسطة Bright Future ونشرتها EA Sports، تم إصدار أول تحديث لقاعدة البيانات في 29 أكتوبر 2008 بما في ذلك دوري الدرجة الأولى القبرصي والتعديلات اللازمة، تمنح اللعبة اللاعبين فرصة للتحكم في مجموعة واسعة من الميزات من مناقشة التكتيكات مع لاعبين فرديين إلى إنشاء ملاعب وحوش لمشجعي المنزل.
تلقى مدير FIFA 09 آراء متباينة من Metacritic، بمتوسط 69٪. تراوحت النتائج من 30٪ (إجمالي ألعاب الكمبيوتر الشخصي) إلى أكثر من 85٪ (GameStar). وعلقت معظم المراجعات على مستوى العمق والواقعية التي تنطوي عليها اللعبة، مع الإشارة إلى أنها قد تكون أكثر من اللازم بالنسبة للبعض. وصفتها Play.tm بأنها «أسلوب حياة أكثر من كونها لعبة»، مشيرة إلى أن «الموسم، إذا تم لعبه جيدًا، سيستغرق وقتًا طويلاً مثل معظم الألعاب الكاملة هذه الأيام». علق IT Reviews أنه «قد تشعر وكأنك غارق في تسونامي من الإحصائيات لكن مدير FIFA 09 قد أدخل عددًا من الميزات الجديدة لجذب عشاق الإدارة المصغرة».

تتميز النسخة الألمانية بـ Joachim Löw على الغلاف.

### مدير فيفا 10
تم تطوير FIFA Manager 10 بواسطة Bright Future ونشرتها EA Spore. عند التثبيت سيكون هناك ملفان قابلان للتنفيذ: وضع اللاعب الفردي ووضع اللاعبين المتعددين الذي يمكن تشغيله عبر الإنترنت.
تمنحك اللعبة فرصة للتحكم في مجموعة واسعة من الميزات بدءًا من مناقشة التكتيكات مع لاعبين فرديين إلى إنشاء ملاعب لإيواء معجبيك. ولأول مرة على الإطلاق في هذه السلسلة يوجد وضع عبر الإنترنت بالإضافة إلى رسوم متحركة ثلاثية الأبعاد فائقة وسطح مكتب مدير قابل للتخصيص.

أصدرت شركة Bright Future تحديثًا جديدًا في 2 يونيو خاصة في الذكرى السنوية العاشرة لتأسيسها حيث يتيح التحديث الجديد للاعبين إدارة منتخبهم الوطني من خلال كأس العالم 2010 FIFA. يمكن للاعبين اختيار المنتخبات الوطنية التي يريدونها في البطولة ويمكنهم اختيار الفريق الأصلي أو تشكيل فريقهم الخاص.

### مدير الفيفا 11
FIFA Manager 12 هي لعبة فيديو لمحاكاة مدير كرة القدم تم تطويرها بواسطة Bright Future GmbH ونشرتها Electronic Arts في جميع أنحاء العالم تحت علامة EA Sports. وقد تم إصدارها لنظام التشغيل Microsoft Windows. وهي اللعبة الحادية عشر في سلسلة ألعاب الفيديو فيفا.
تتميز اللعبة بمجموعة واسعة من الميزات الجديدة تمامًا. حيث تم إجراء المئات من التحسينات على اللعبة في جميع المجالات مع التركيز بشكل خاص على مجالاتها الأساسية. وتم طرحها في عام 2009 وتتضمن أيضًا وضعًا منفصلاً عبر الإنترنت حيث يمكن لـ 8 لاعبين اللعب ضد بعضهم البعض عبر الإنترنت.

لا يزال للمدير السيطرة الكاملة على إدارة نادي كرة القدم. في اللعبة، تكون مسؤولاً عن التشكيلة والتكتيكات وتدريب فريقك - وكذلك عن التعاقد مع اللاعبين المناسبين، وتحسين مرافق النادي والملعب. الميزات الخاصة هي محرك FIFA 3D، وأكثر من 13000 صورة لاعب أصلي، ووضع مدير اللاعب، ووضع مدير المنتخب الوطني، ووضع إنشاء نادي وأداة تشخيص المباراة.

### مدير الفيفا 12
FIFA Manager 13 هي لعبة فيديو لإدارة كرة القدم تم تطويرها بواسطة Bright Future ونشرتها Electronic Arts، تم إصدار اللعبة على نظام تشغيل Microsoft Windows. وفي بيان صحفي للشركة في 29 مايو 2012 أشارت Electronic Arts إلى أنها ستنشر FIFA Manager 13 تحت علامة EA Sports الخاصة بها، وأن Bright Future ستطور اللعبة بعد أن طورت سابقًا عناوين سابقة في سلسلة FIFA Manager. 

### مدير فيفا 13
FIFA Manager 14 هي لعبة فيديو لإدارة كرة القدم تم تطويرها بواسطة Bright Future GmbH ونشرتها Electronic Arts في جميع أنحاء العالم تحت علامة EA Sports وتم إصدارها على Windows XP وWindows Vista وWindows 7 وWindows 8 في أكتوبر 2013.
تم إصدار اللعبة في 24 أكتوبر 2013 في ألمانيا وبعد يوم واحد في المملكة المتحدة، وهي الدفعة الأخيرة من سلسلة FIFA Manager حيث تم الإعلان عن عدم وجود إصدارات أخرى بعد إصدار FIFA Manager 14.
تم إصدار عرض توضيحي للعبة في 23 أكتوبر 2012 قبل ثلاثة أيام من إصدار اللعبة الفعلية. وفي العرض التوضيحي يمكنك اللعب في إحدى البطولات الست واختيار اللعب من بين أكثر من 100 فريق ولعب النصف الأول من موسم كرة القدم الحالي.
تمت زيادة دقة الشاشة الأساسية الجديدة لـ FIFA Manager 13 من 1024 × 768 إلى 1280 × 1024 وتمت إزالة المستوى الموضعي من اللعبة، وسيتم حساب الجودة العامة للاعب باستخدام معادلة تتضمن مستويات المهارة ونوع اللاعب.